# 針崎町
針崎町（はりさきちょう）は、愛知県岡崎市岡崎地区の町名。丁番を持たない単独町名である。14の小字が設置されている。

## 地理
岡崎市南部に位置する。

### 小字
| - 字大坪（おおつぼ） - 字唐桶（からおけ） - 字川辺（かわべ） - 字北門（きたもん） - 字五反田（ごたんだ） | - 字朱印地（しゅいんち） - 字太夫縄手（たゆうなわて） - 字中切（なかぎり） - 字蓮谷（はすだに） - 字春咲（はるさき） | - 字東カンジ（ひがしかんじ） - 字フロ（ふろ） - 字宮前（みやまえ） - 字山田（やまだ） |

## 世帯数と人口
2019年（令和元年）5月1日現在の世帯数と人口は以下の通りである。
| 町丁   | 世帯数  | 人口    |
| ------ | ------- | ------- |
| 針崎町 | 649世帯 | 1,771人 |

### 人口の変遷
国勢調査による人口の推移
| 1995年（平成7年）  | 1,054人 | [ 5 ] |  |
| 2000年（平成12年） | 1,161人 | [ 6 ] |  |
| 2005年（平成17年） | 818人   | [ 7 ] |  |
| 2010年（平成22年） | 849人   | [ 8 ] |  |
| 2015年（平成27年） | 1,688人 | [ 9 ] |  |

## 小・中学校の学区
市立小・中学校に通う場合、学区は以下の通りとなる。
| 番・番地等 | 小学校             | 中学校             |
| ---------- | ------------------ | ------------------ |
| 全域       | 岡崎市立岡崎小学校 | 岡崎市立翔南中学校 |

## 歴史

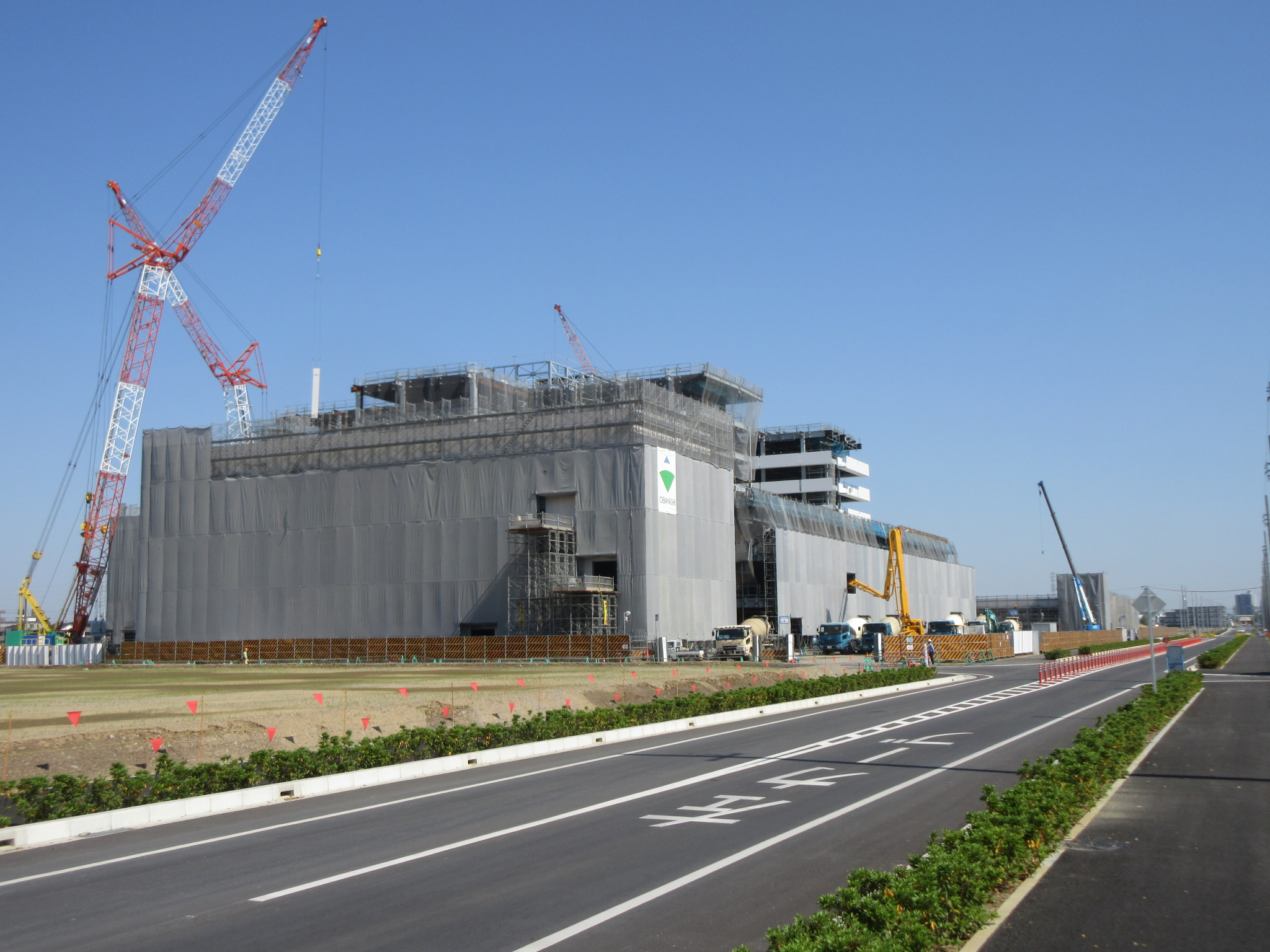
建設中の藤田医科大学岡崎医療センター（2019年5月撮影）

額田郡針崎村を前身とする。春崎とも表記された。
町内の勝鬘寺は三河における本願寺教団本拠三河三ヶ寺の1つで、松平広忠から守護使不入の特権を得ていた。その後、勝鬘寺は1563年から始まった三河一向一揆では拠点の1つとなったが、針崎の戦いなどで徳川家康に鎮圧され焼失した。
2007年12月31日、日清紡績針崎工場が閉鎖。三菱地所設計により工場跡地の整備が行われた。2009年6月から工事が着手され、2010年11月末、全227区画の大規模住宅「岡崎プライムパーク 春咲の丘」が竣工した。地名も字春咲に改められ、売主日清紡ホールディングス、販売代理三菱地所レジデンスにより宅地販売が行われた。
同工場跡地においては、2012年4月2日、総事業費約55億円をかけた「岡崎市医師会はるさき健診センター」がオープンした。2013年4月には岡崎市立翔南中学校が開校した。
2014年5月29日、学校法人藤田学園が、24時間救急医療に対応できる大学病院を岡崎駅南土地区画整理事業区域内の保留地（約2.97ヘクタール）に開設することを発表した。岡崎市と幸田町が財政支援を行う。
新大学病院「藤田医科大学岡崎医療センター」は2020年4月7日に開院した。

### 町名の由来
新たに開墾された地を意味する墾崎に由来するとも言われている。

### 沿革
- 1889年（明治22年）10月1日 - 町村制施行・合併に伴い、額田郡岡崎村大字針崎となる[21]。
- 1928年（昭和3年）9月1日 - 岡崎市へ編入し、同市針崎町となる[22]。
- 2003年（平成15年）7月26日 - 一部が柱一丁目・針崎一～二丁目となる[23]。

### 史跡
- 針崎古戦場
- 勝鬘寺遺跡
- 勝曼寺貝塚
- 唐桶遺跡

## 交通

### 鉄道
- JR東海道本線
  - 通過するのみである

### 道路
- 愛知県道43号岡崎碧南線（土呂西尾道）
- 愛知県道483号岡崎幸田線

## 施設
- 藤田医科大学岡崎医療センター（2020年4月7日開院）
- 岡崎市医師会はるさき健診センター
- 岡崎警察署（2024年11月30日供用開始）[24]
- 勝鬘寺
- 徳円寺
- 御鍬神社
- 岡崎市立翔南中学校
- 岡崎市立岡崎小学校
- 社会福祉法人真和会 白鳩保育園
- 旧愛知県第二尋常中学校講堂（1897年、国登録有形文化財）[11]
- 春咲の丘コミュニティーセンター（針崎東町公民館）
- 針崎町公民館
- 岡崎学区市民ホーム
- 岡崎児童育成センター
- 春咲の丘公園
- 春咲さくら公園
- 春咲れんが公園
- 春咲れんが緑道
- 駅南中央公園（2020年3月16日オープン）[25]
- 小原木材
- 中日鋼材
- ファミリーマート 岡崎針崎店
- 名古屋銀行 岡崎南支店
- ルビットパーク岡崎（2020年10月30日オープン）
  - バロー 岡崎店
  - 備前屋 岡崎南店

## ギャラリー

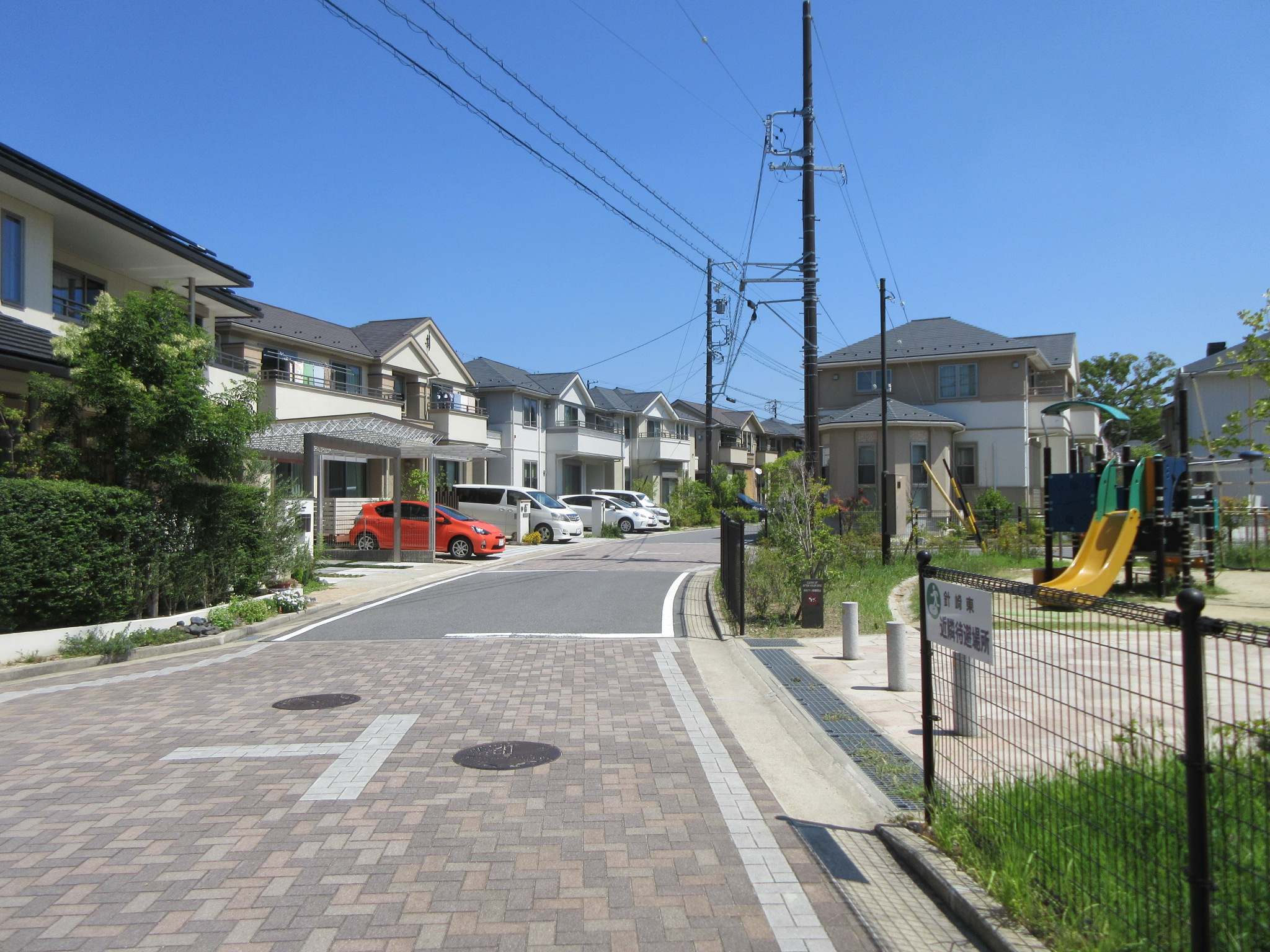
岡崎プライムパーク 春咲の丘
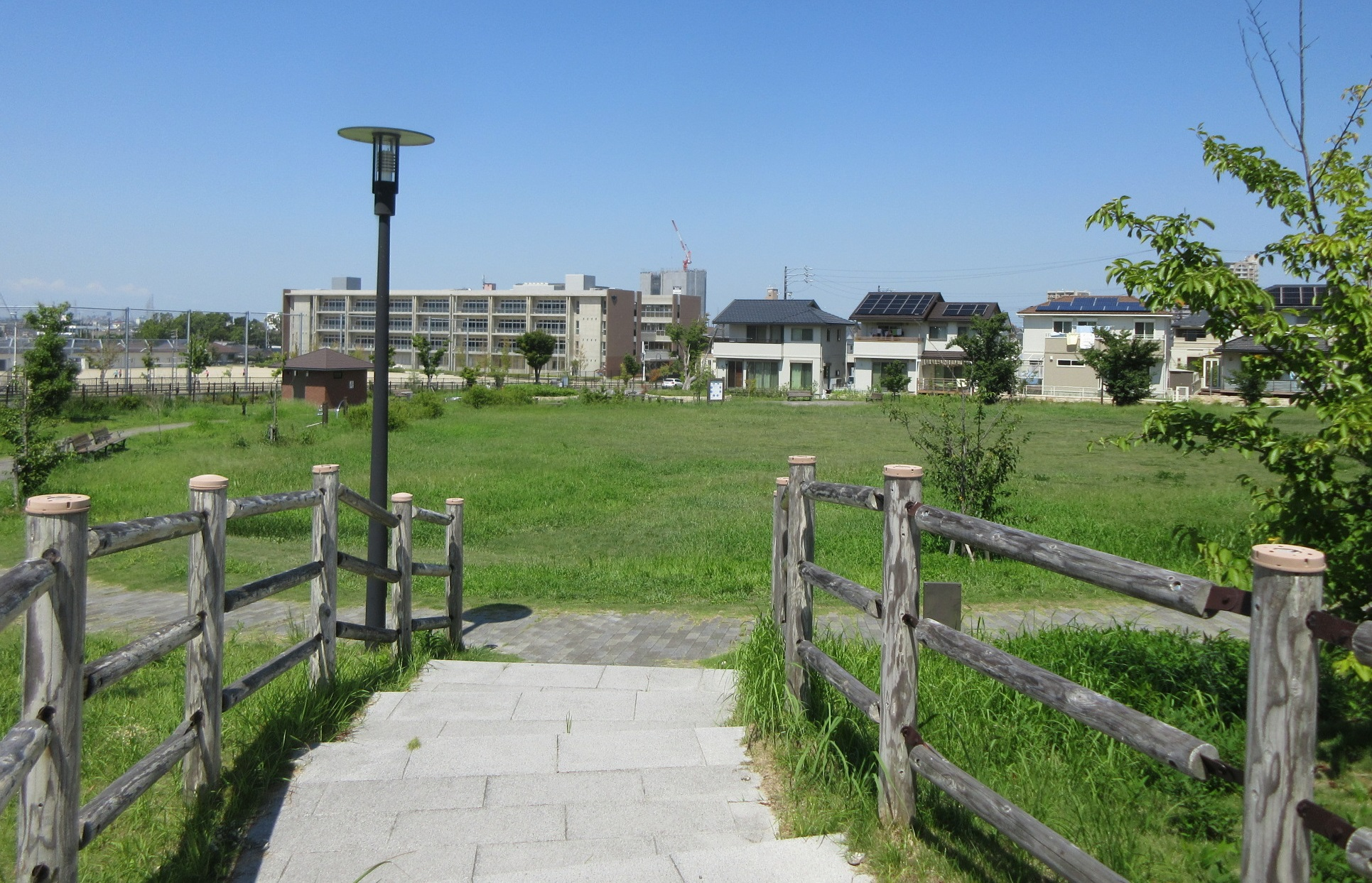
春咲さくら公園
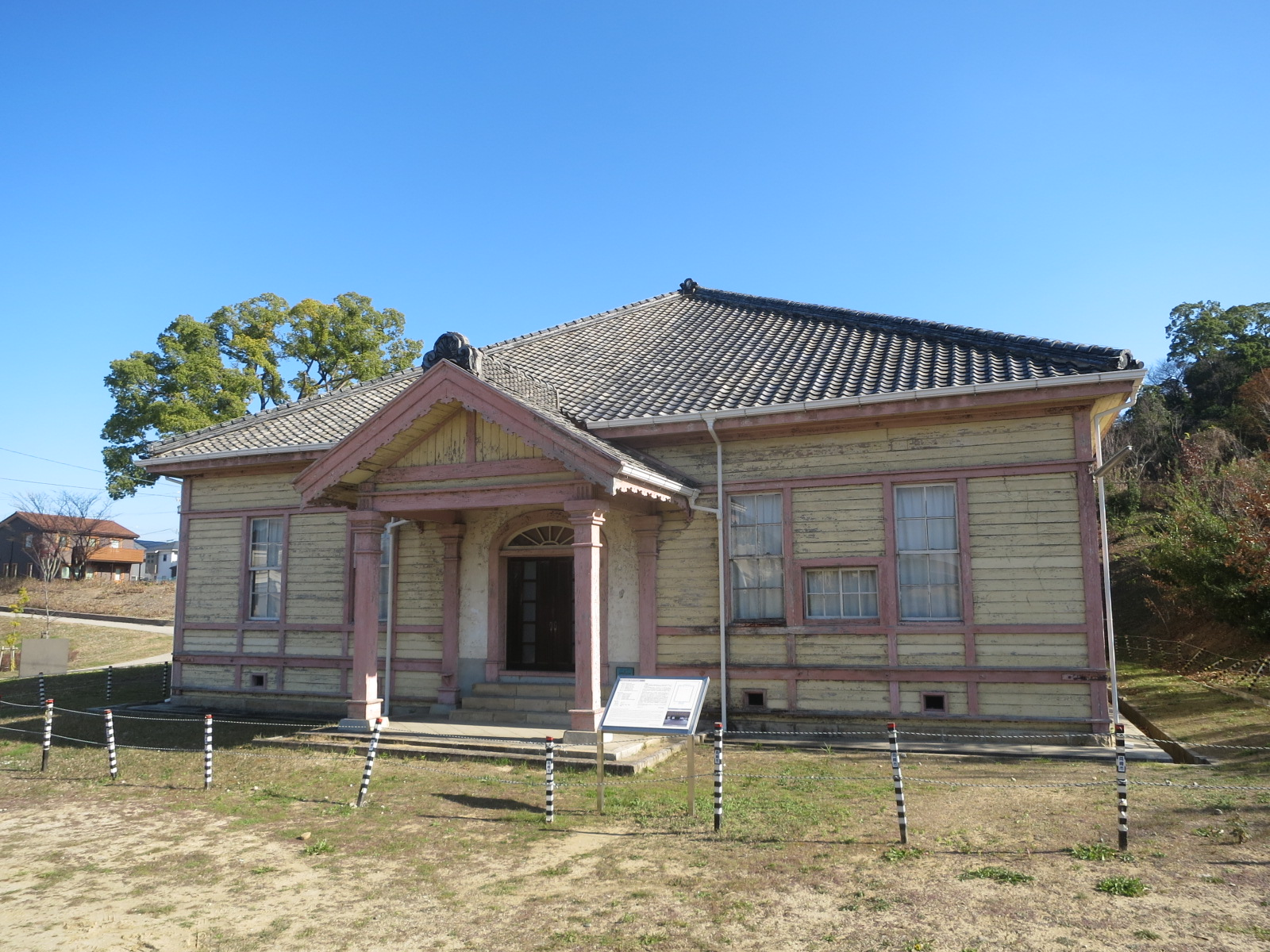
旧愛知県第二尋常中学校講堂
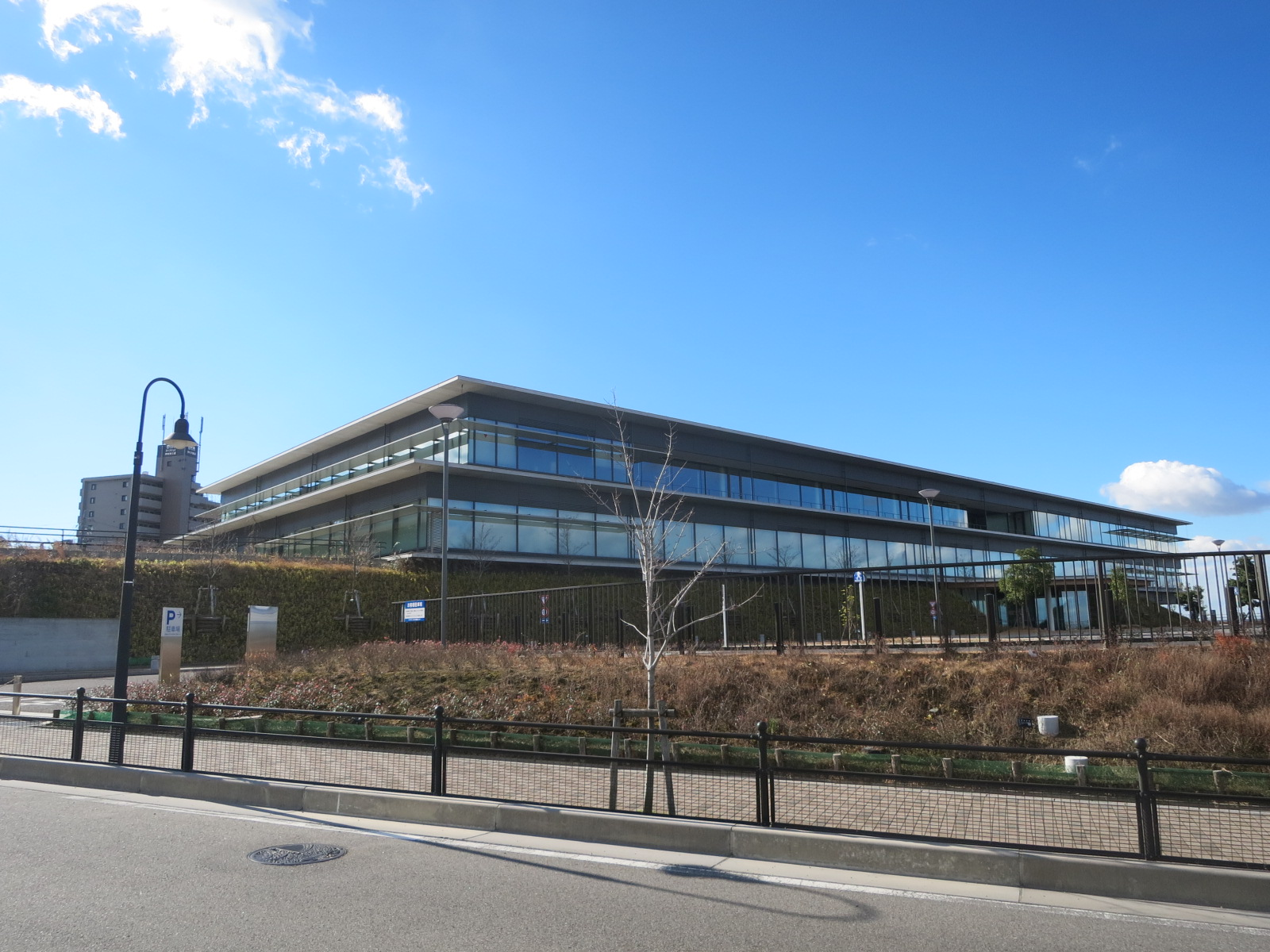
岡崎市医師会はるさき健診センター
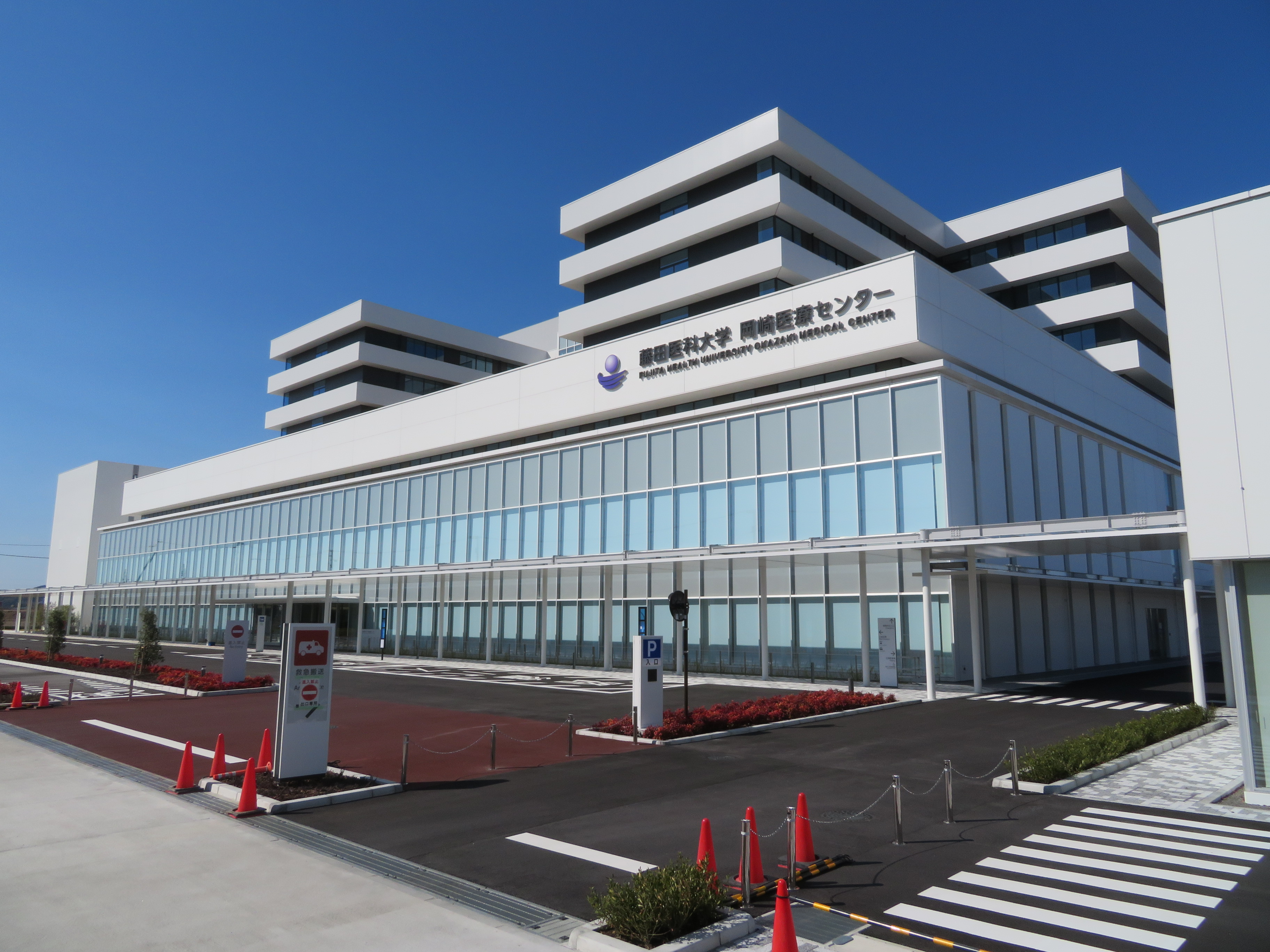
藤田医科大学岡崎医療センター
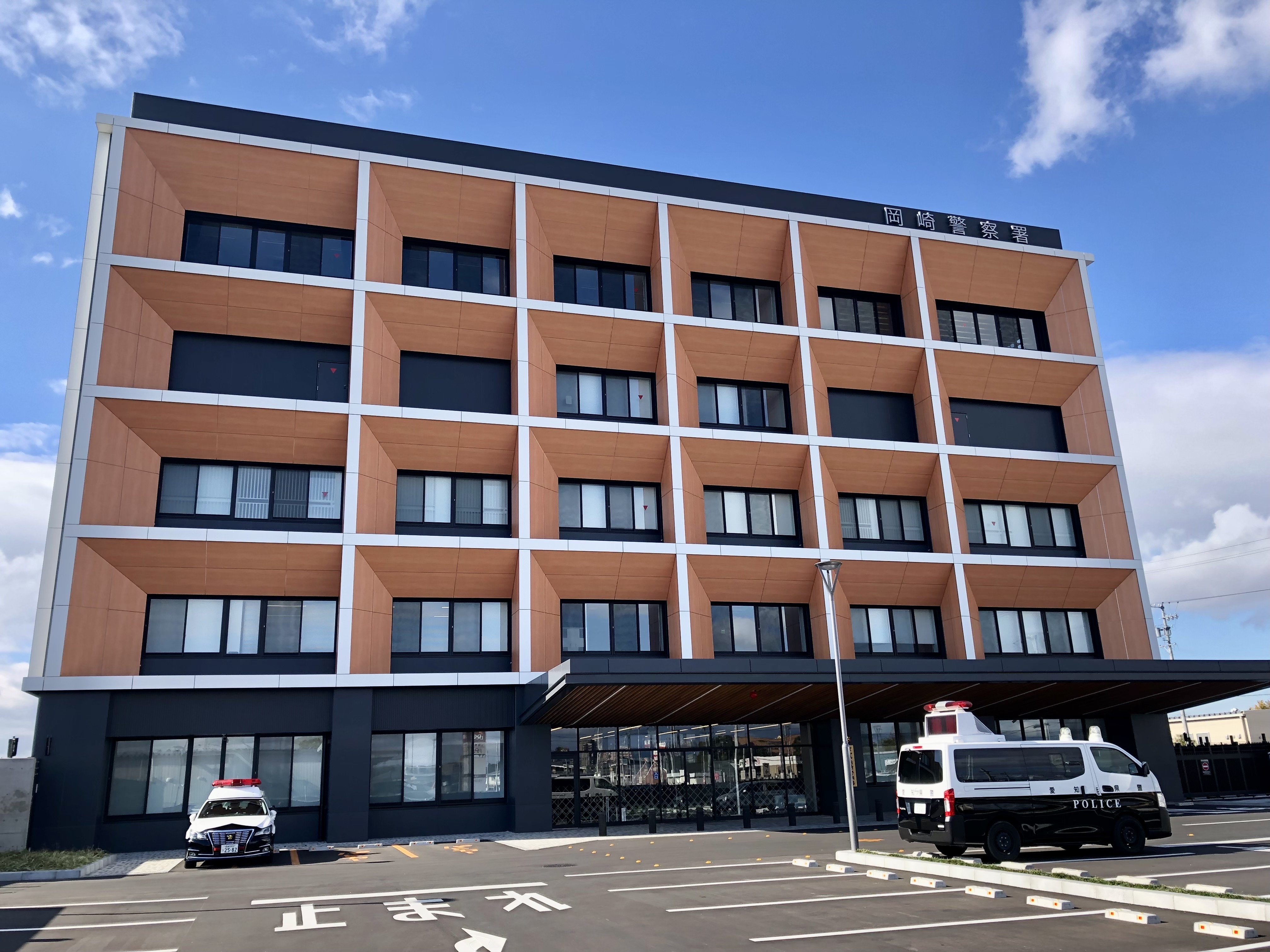
岡崎警察署
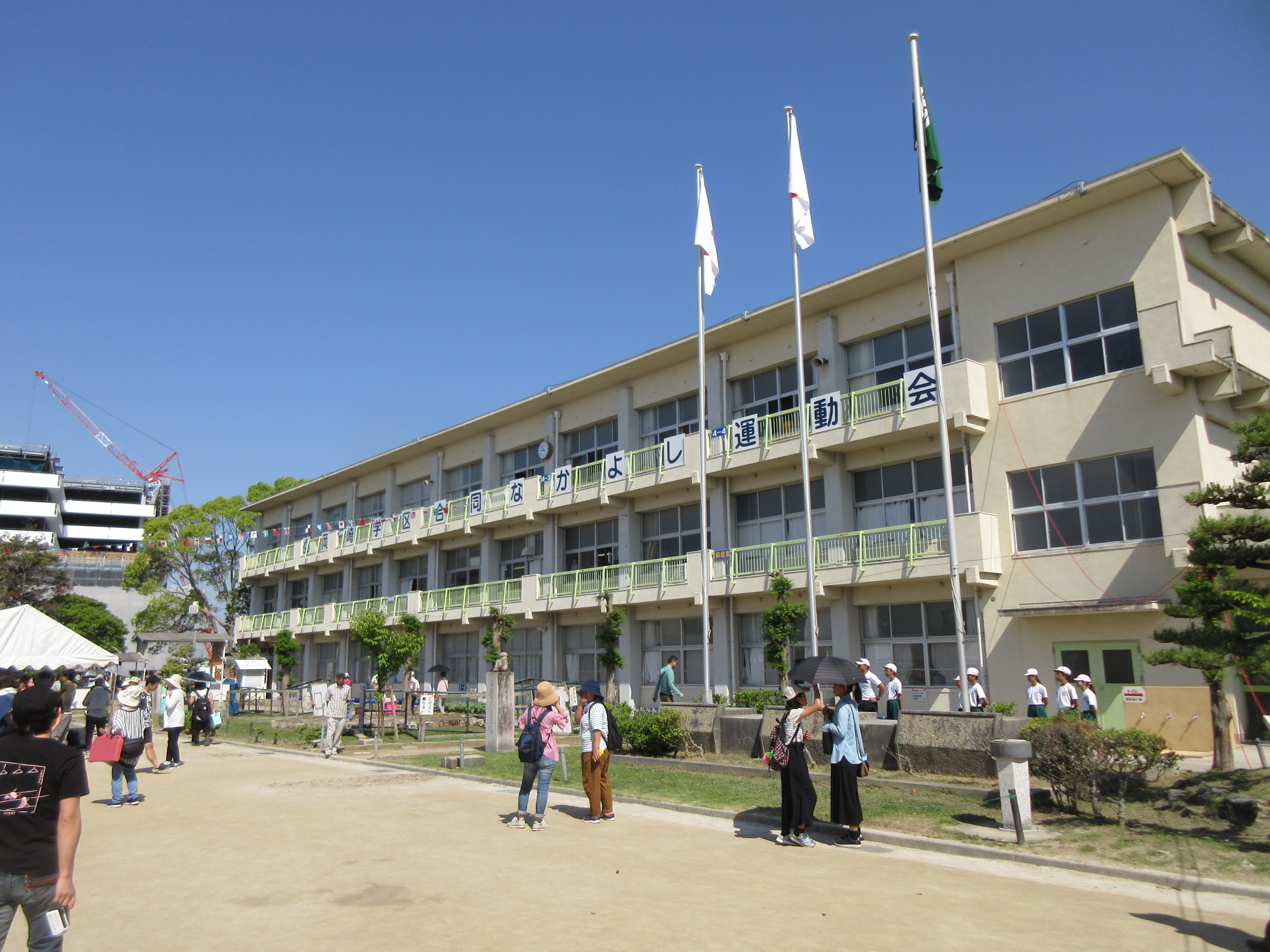
岡崎市立岡崎小学校
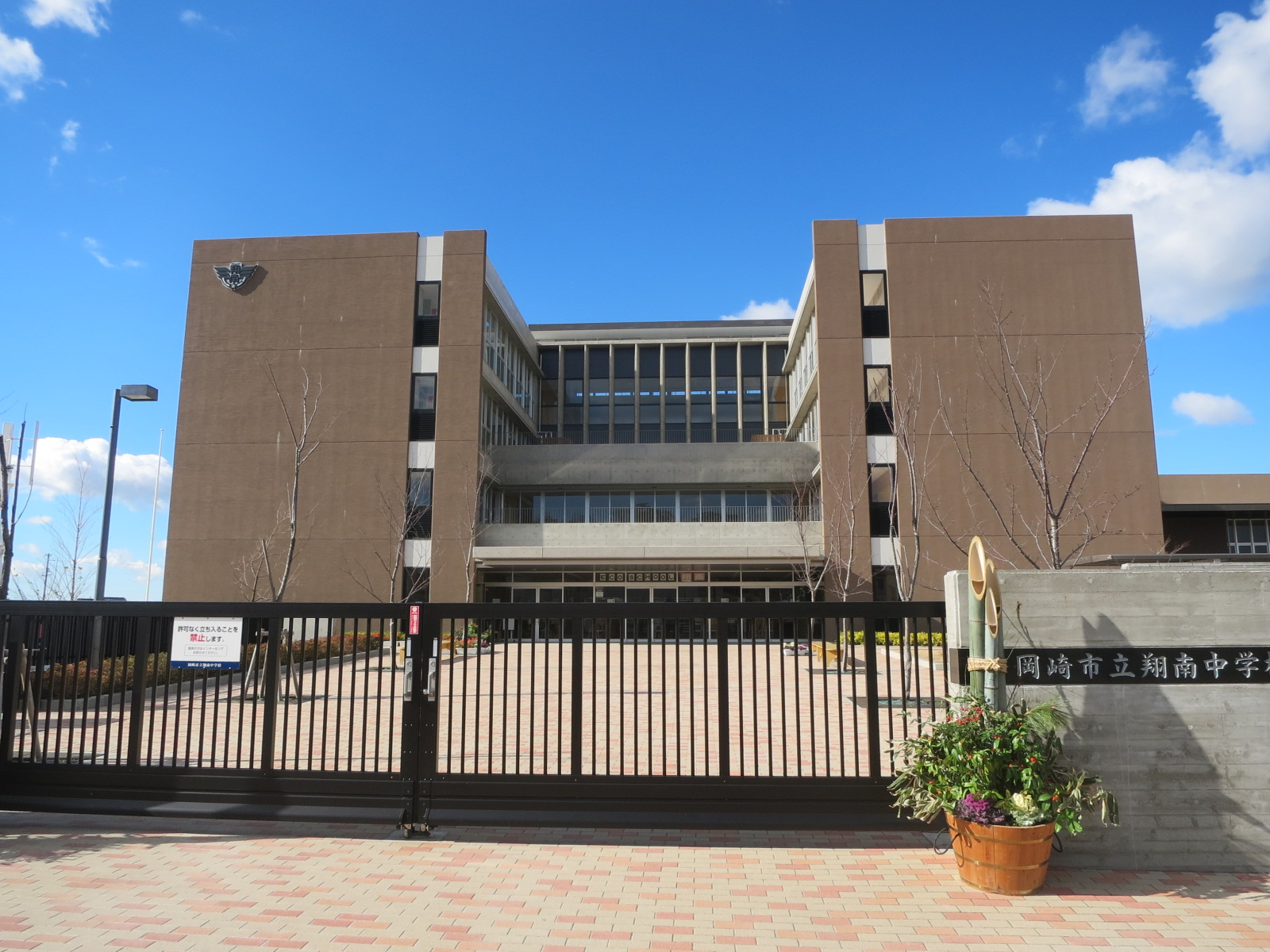
岡崎市立翔南中学校
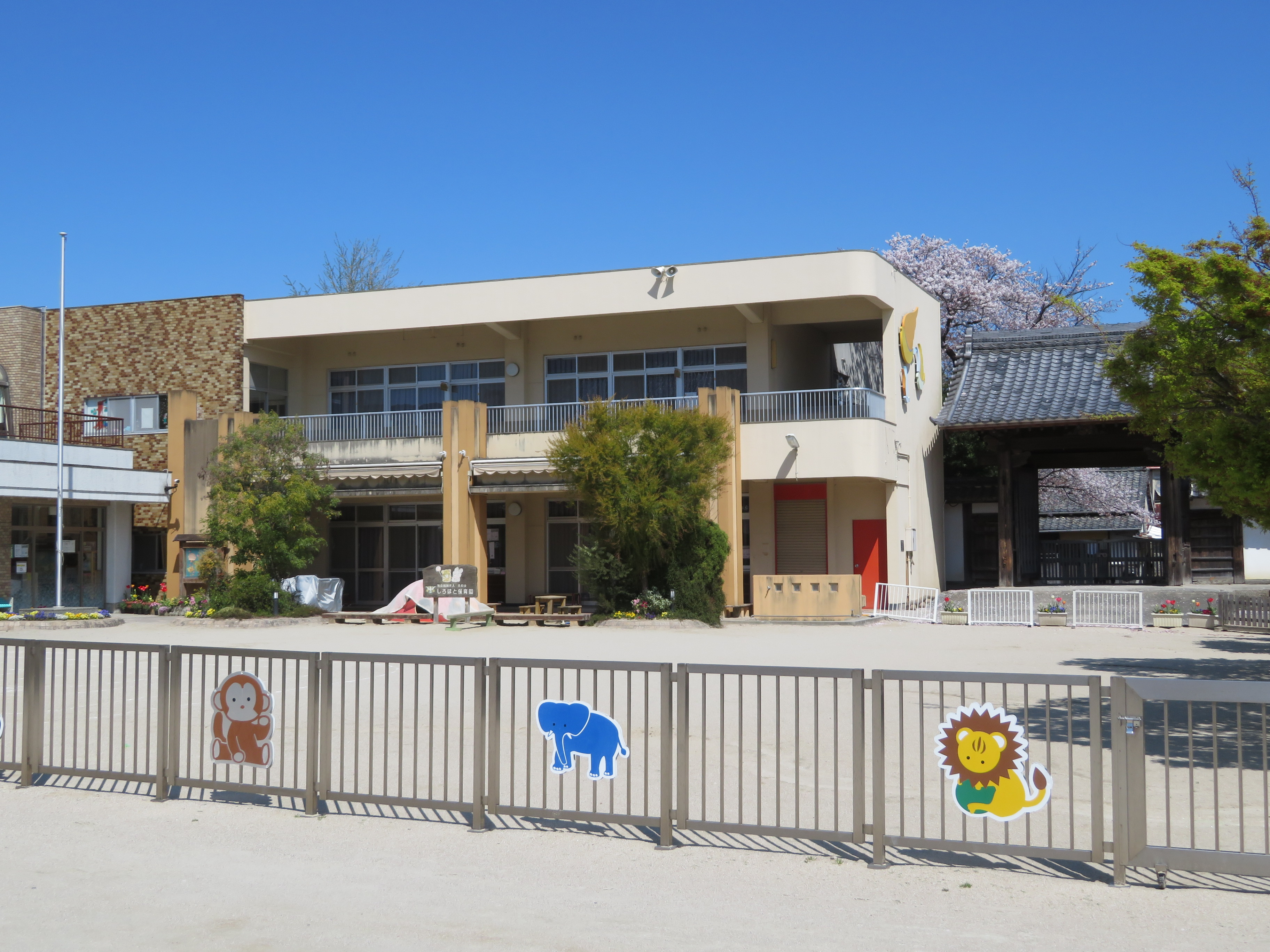
白鳩保育圓
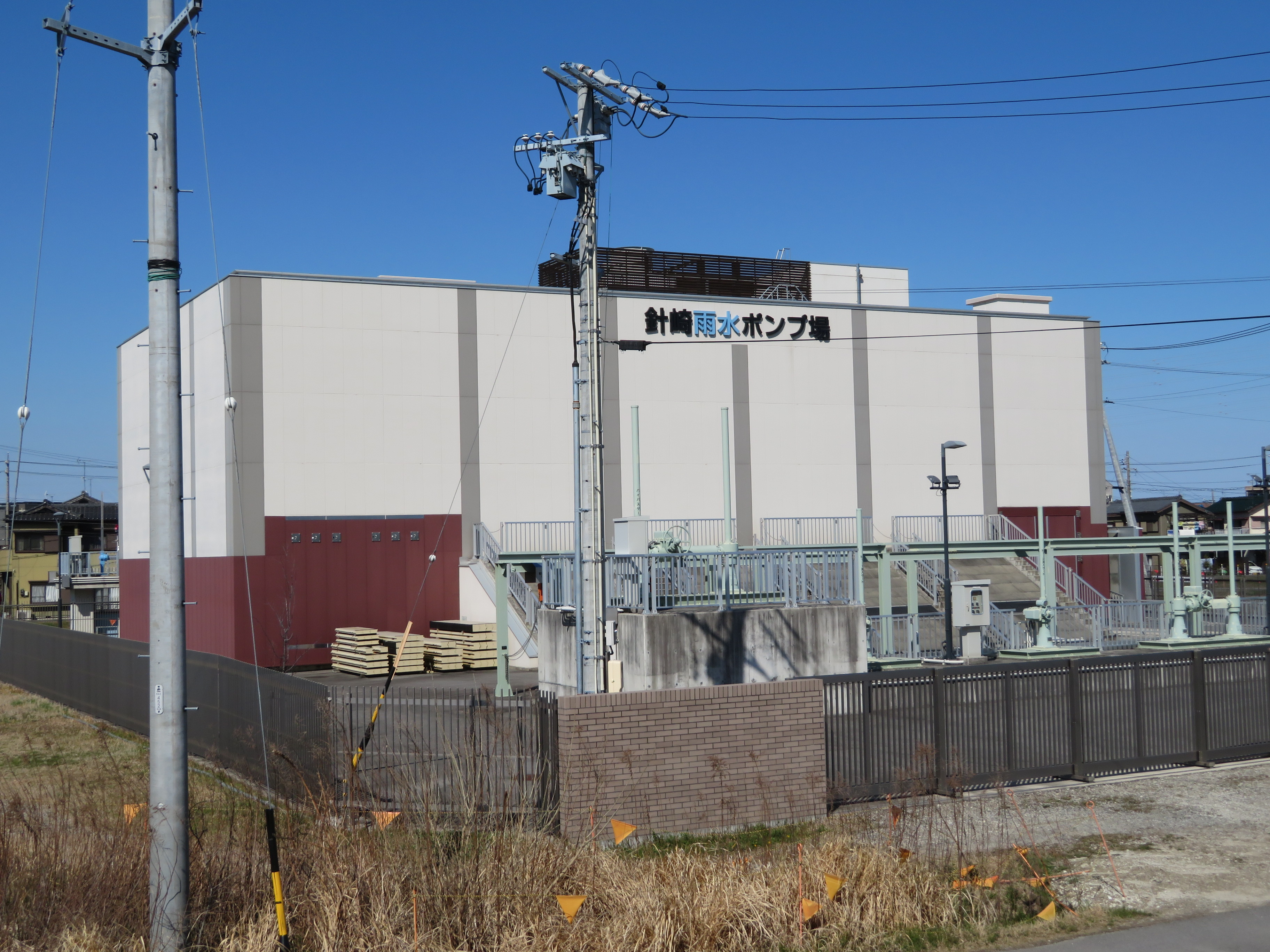
針崎雨水ポンプ場
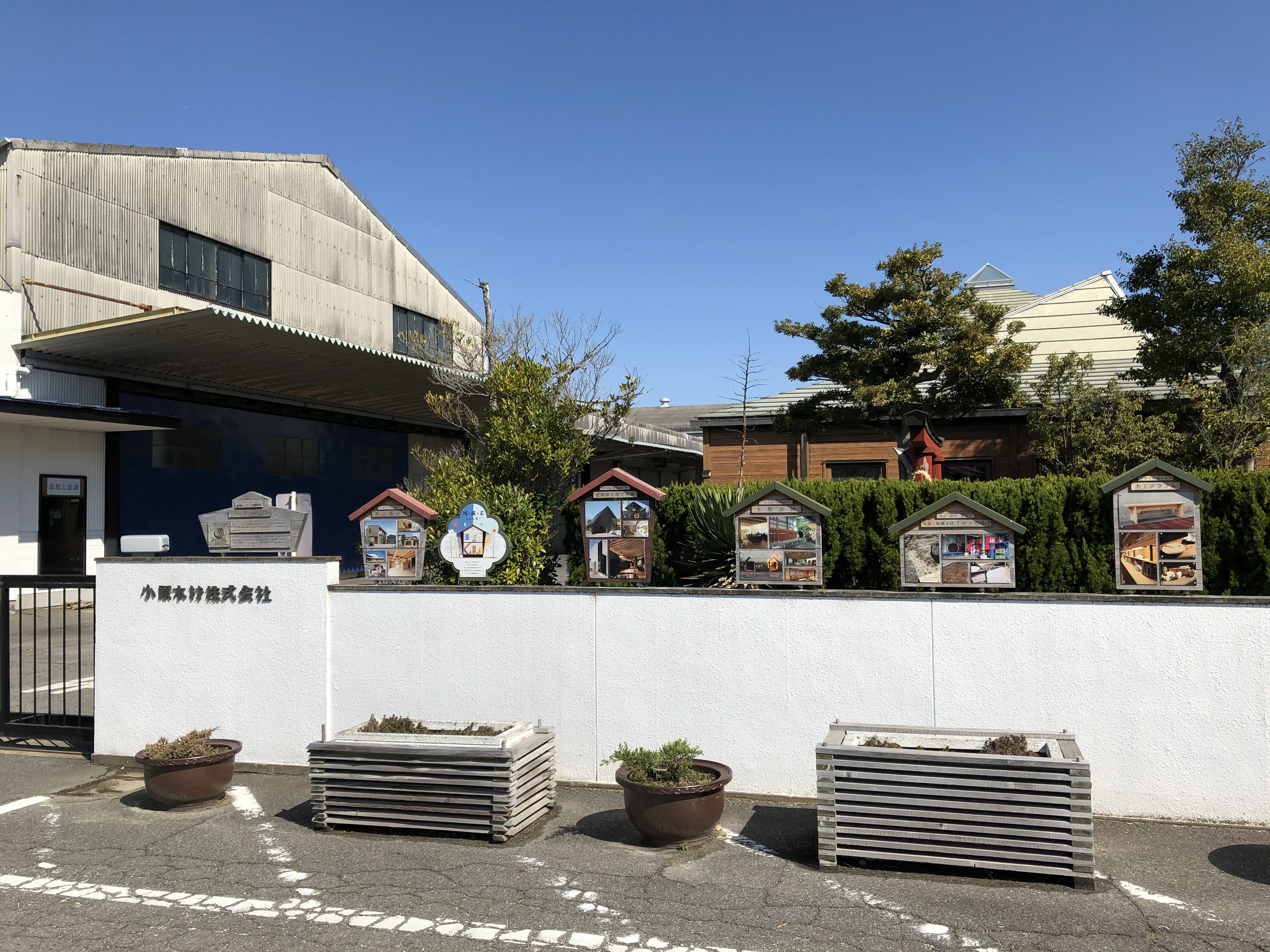
小原木材
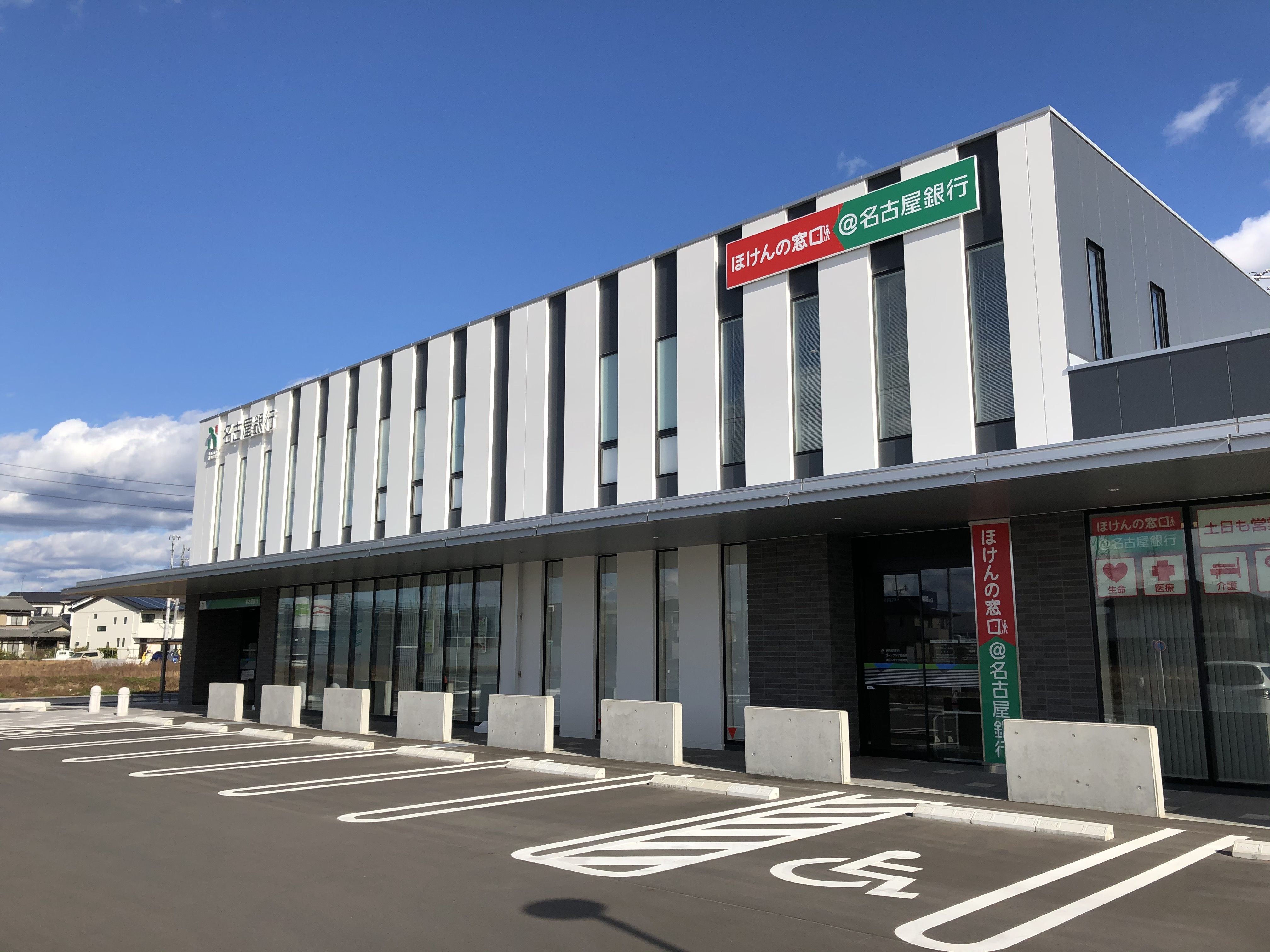
名古屋銀行岡崎南支店
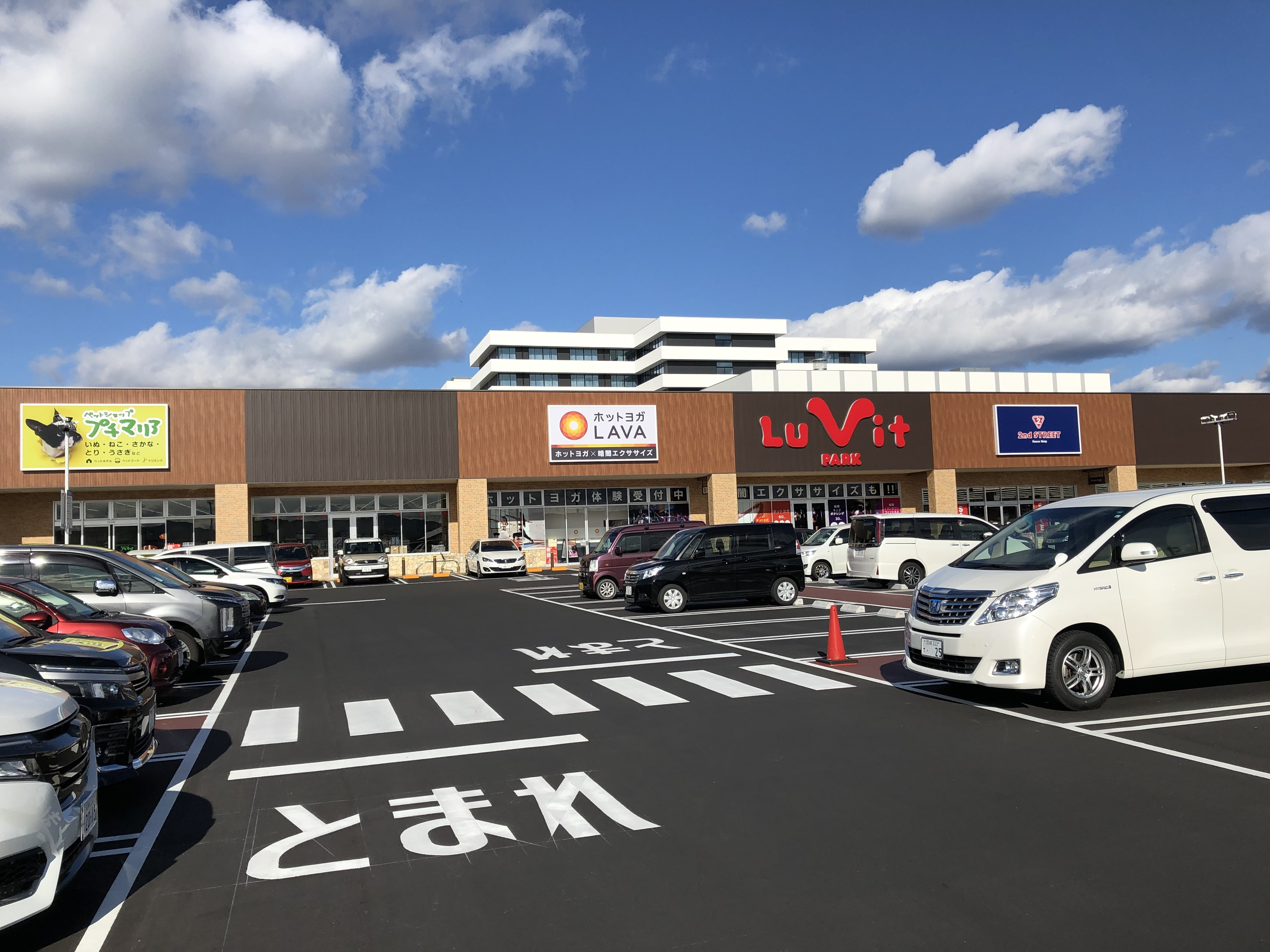
ルビットパーク岡崎
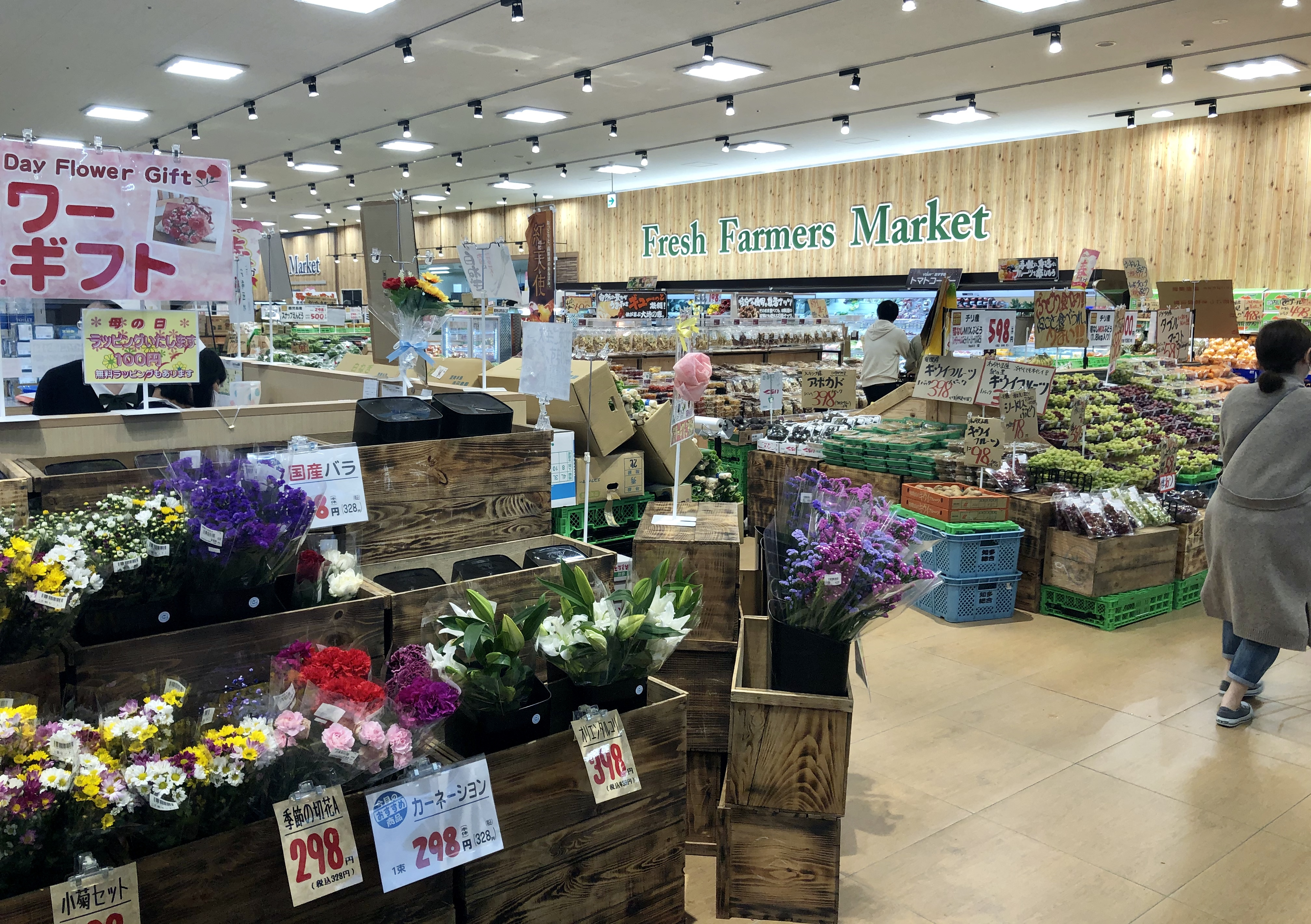
バロー岡崎店
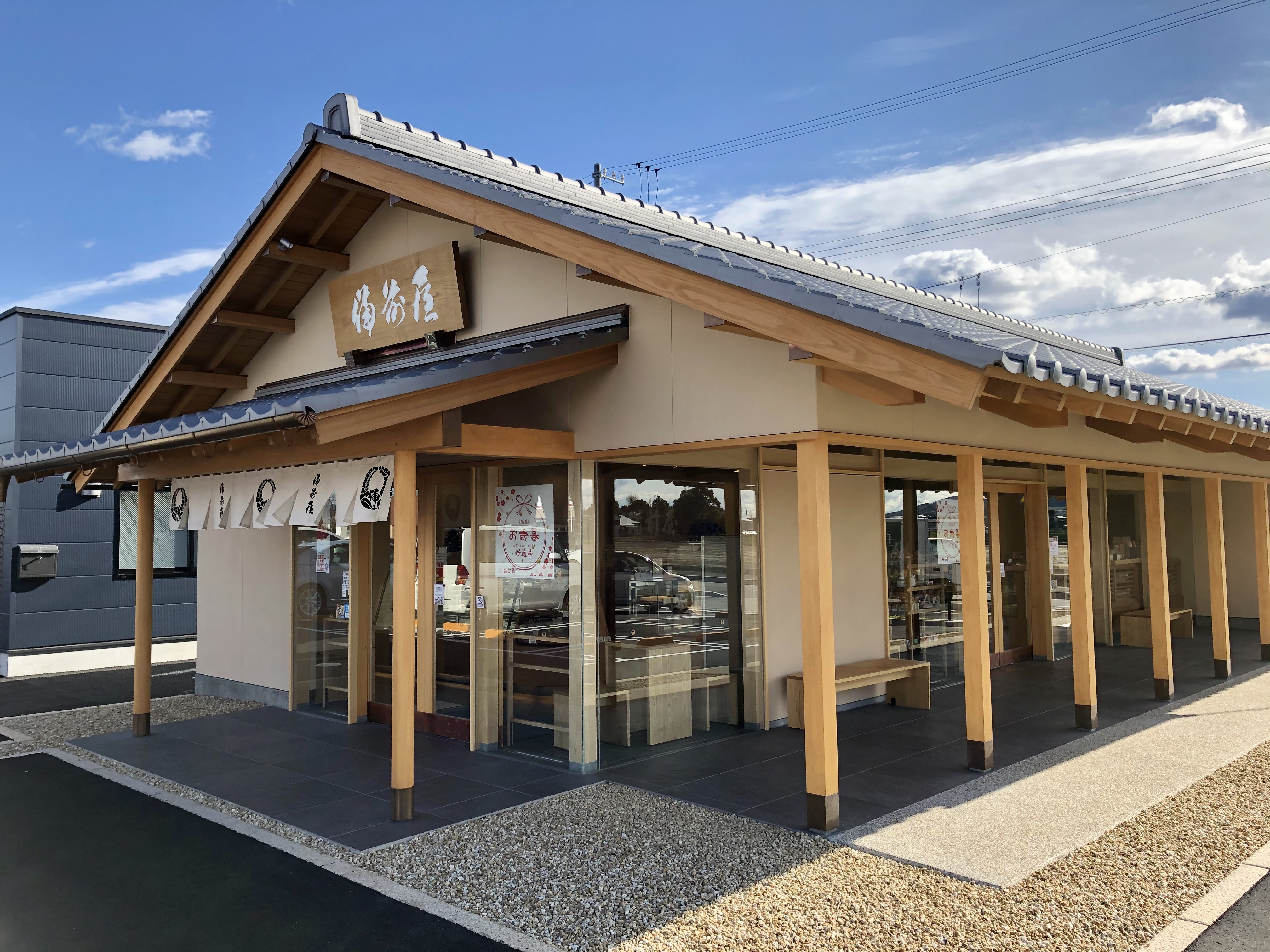
備前屋岡崎南店

## その他

### 日本郵便
- 郵便番号 : 444-0827[3]（集配局：岡崎郵便局[26]）。

## 参考資料
- 「角川日本地名大辞典」編纂委員会 編『角川日本地名大辞典 23 愛知県』角川書店、1989年3月8日。ISBN 4-04-001230-5。
- 有限会社平凡社地方資料センター 編『日本歴史地名大系第23巻 愛知県の地名』平凡社、1981年。ISBN 4-582-49023-9。
- 新編岡崎市史編さん委員会 編『新編岡崎市史 総集編 20』1993年。